# Казе Скополе (Авелино)
Казе Скополе је насеље у Италији у округу Авелино, региону Кампанија.
Према процени из 2011. у насељу је живело 37 становника. Насеље се налази на надморској висини од 332 м.